# Mycetophila britannica
Mycetophila britannica är en tvåvingeart som beskrevs av Lastovka och Kidd 1975. Mycetophila britannica ingår i släktet Mycetophila och familjen svampmyggor. Inga underarter finns listade i Catalogue of Life.